# Rectaal toucher

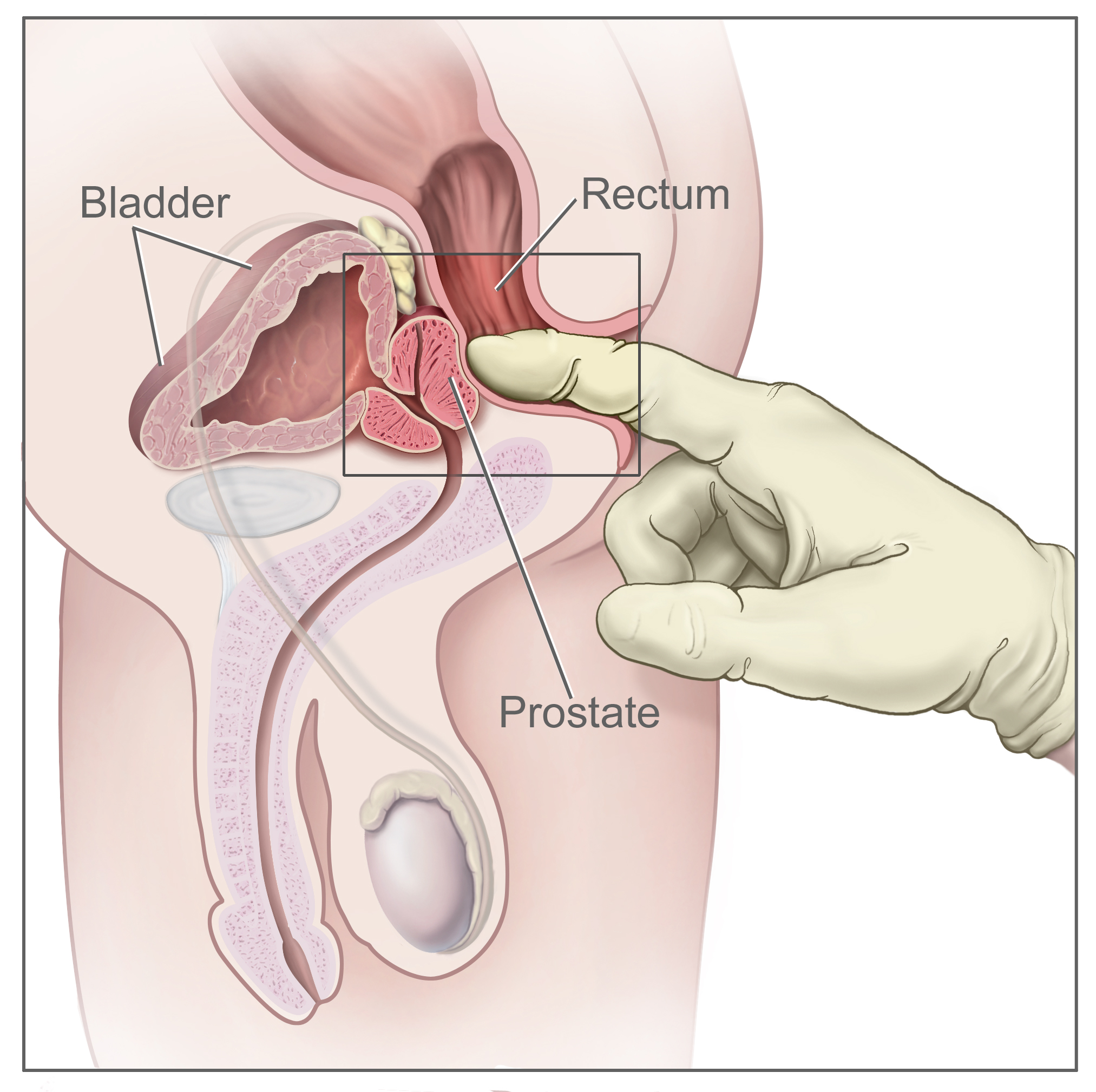
Dwarsdoorsnede van een rectaal toucher bij een man.

Een rectaal toucher is het onderzoeken van het rectum (de anus en de endeldarm) van een patiënt door een arts. Deze medische handeling wordt uitgevoerd om verschillende redenen, bijvoorbeeld ter opsporing van rectumtumoren. Ook melaena en rectaal bloedverlies kan op deze wijze geobjectiveerd worden.
Het rectaal toucher is onmisbaar bij het vaststellen van afwijkingen aan de prostaat. Enkel het posterior (achterste) deel van de klier is te voelen bij een rectaal toucher. In 70% van de prostaatkankergevallen zit het carcinoom in dit posteriore deel. Ook benigne prostaathyperplasie en prostatitis zijn op deze wijze te herkennen.
Tevens wordt rectaal toucher gedaan bij verdenking of ter uitsluiting van een acute buik, zoals onder andere bij verdenking op appendicitis. Ook kan het cavum Douglasi gepalpeerd worden wat pijn geeft bij tal van aandoeningen waaronder endometriose.
Het rectaal toucher wordt gedaan na een hoogenergetisch trauma ter controle van de anale sfincterspanning. Indien deze afwezig is kan dat wijzen op schade van het ruggenmerg zoals een dwarslaesie.
Rectaal toucheren wordt door verpleegkundigen soms toegepast ter bevordering van het defecatie-patroon (stoelgang). Door ophoping van feces achter de kringspier kan er verharding van de feces optreden, waardoor defecatie uitblijft. Door het manueel verwijderen van feces (ontlasting) in het rectum (endeldarm) kan ophoping worden voorkomen. Ook is het mogelijk door rectaal toucheren de peristaltiek in werking te zetten, om zo het defectiefpatroon op weg te helpen.